# Schanbach
Schanbach ist ein Ortsteil der baden-württembergischen Gemeinde Aichwald bei Esslingen am Neckar im Landkreis Esslingen. Zurzeit hat es zirka 2884 Einwohner.

## Geographie
Das Dorf Schanbach steht auf einem offenen Höhenrücken im westlichen Schurwald auf etwa 450 m ü. NHN. An der Kirche entspringt der Strümpfelbach und schneidet sich sofort in sein nordwärts laufendes Waldtal, im Südwesten zieht das des Stettener Haldenbachs vorbei, es sind die beiden Oberläufe des Rems-Zuflusses Haldenbach. Durch den Ort zieht die L 1201 aus Plochingen im Süden an der Mündung der Fils in den Neckar nach Weinstadt im Remstal im Norden.

## Geschichte
Im 13. und 14. Jahrhundert übten die Herren von Schanbach als Lehensmänner der Herzöge von Teck die Ortsherrschaft aus. Ein erster Hinweis stammt aus dem Jahre 1259. Die Herren von Schanbach hatten ihren Sitz zeitweise auf der gleichnamigen Burg, die aber bereits im 15. Jahrhundert abgegangen war. Spätestens ab dem 15. Jahrhundert waren die Truchsesse von Stetten Ortsherren, welche diese Herrschaft von Württemberg zu Lehen nahmen. 1452 erwarb Württemberg einen Teil der Ortsherrschaft zurück. Im restlichen Teil des Ortes repräsentierten die Truchsesse von Stetten noch bis 1504 die Obrigkeit, dann 1504 bis 1507 Dietrich von Weiler. Ihm folgten wie in Aichelberg von 1507 bis 1666 die Herren Thumb von Neuenburg. 1514 beteiligten sich auch einige Schanbacher im Bündnis des Armen Konrads. Im Dreißigjährigen Krieg verlor Schanbach zwei Drittel seiner Bevölkerung. Vor dem Krieg wohnten dort etwa 300 Personen, danach nur noch rund 100 Leute. Seit 1666 war der Ort vollständig zum Bestandteil des Herzogtums Württemberg geworden und gehörte zum Krummhardter Ämtlein sowie zum Schurwaldgericht. Die hauptsächliche Erwerbsquelle bildete über Jahrhunderte die Dreifelderwirtschaft, Viehweidebetrieb und Forstwirtschaft. Nach der Gründung des Königreichs Württemberg gehörte Schanbach von 1806 bis 1808 zum Oberamt Eßlingen, dann von 1808 bis 1923 zum Oberamt Cannstatt und seither wieder zum Oberamt Eßlingen.

## Bürgermeister / Schultheißen
Bürgermeister bis zum Zusammenschluss zu Aichwald:
- 1967–1974: Peter Kuhn
- 1946–1967: Friedrich Scharpf
- 1944–1945: Karl Scheldörfer (kommissarisch)
- 1919–1944: Gottlieb Scheldörfer
- 1917–1919: Amtsverweser Johannes Kiesel
- 1916–1917: Johann Adam Beck
- 1915–1916: Karl Göttling
- 1896–1915: Johann Adam Beck
- 1887–1896: Wilhelm Göttling
- 1880–1887: Georg Michael Hildebrand
- 1863–1880: Georg Michael Bek
- 1860–1862: Joseph Friedrich Hofer
- 1832–1860: Johann Michael Zoller
- 1827–1832: Georg Michael Bäder
- 1824–1827: Gottfried Adam Bäder
- 1814–1824: Christoph Adam Bäder
- 1798–1814: Amtsverweser Gottlieb Enßlen (seit 1808 Schultheiß)
- 1797–1798: Amtsverweser Gottfried Hailer
- 1795–1796: Amtsverweser Gottfried Barth
- bis 1795: Friedrich Mild

Bis 1805 gab es in Schanbach zwei Bürgermeisterämter. Eines für die Dorfseite (Besitz des Hofkammerguts Stetten) und eines für den Ortsteil, der zum Oberamt Schorndorf gehörte.